# Ross Brawn
Ross Brawn OBE (Manchester, Anglaterra, 23 de novembre de 1954) és un enginyer d'automobilisme britànic que ha treballat per vàris equips de Fórmula 1, essent actualment el propietari de l'equip Brawn GP. Està casat, té dos fills i els seus grans hobbys són la pesca i la jardineria.
Ross Brawn treballà pels equips Williams F1, Team Lotus, Lola Racing, Arrows i Benetton, on aconseguí els seus primers grans èxits de la mà de Michael Schumacher, arribant a una justa fama com a gran estrateg durant les curses. Posteriorment fou director tècnic de la Scuderia Ferrari entre 1997 i 2006, anys en els quals Ferrari aconseguí grans èxits novament de la mà del pilot Michael Schumacher, del qual Brawn n'és un gran amic, tot guanyant 5 campionats mundials.
L'any 2007 Brawn fitxa per Honda com a màxim responsable d'Honda Racing F1 Team, si bé l'equip no acabà d'aconseguir els resultats esperats. El 6 de març de 2009 Brawn aconseguí les accions d'Honda, la qual decidí retirar-se de la competició, naixent així l'equip Brawn GP. Des de 2017 és conseller delegat de Motor Sports de Formula One Management.
Durant la primera carrera de la temporada Brawn GP aconseguí que els seus pilots, Jenson Button i Rubens Barrichello finalitzessin en 1a i 2a posició. Al llarg del campionat aconseguíren 8 victòries, mostrant-se com un dels equips més competitius del certamen, amb el que Brawn GP guanyà el campionat mundial per equips, mentre que el seu pilot Jenson Button el de pilots.